# Hygrobates parvulus
Hygrobates parvulus är en kvalsterart som beskrevs av Hebeeb 1957. Hygrobates parvulus ingår i släktet Hygrobates och familjen Hygrobatidae. Inga underarter finns listade i Catalogue of Life.